# Ouro Verde de Goiás
Ouro Verde de Goiás is een gemeente in de Braziliaanse deelstaat Goiás. De gemeente telt 4.599 inwoners (schatting 2009).